# آنیبال آلساته
آنیبال آلساته (اسپانیایی: Aníbal Alzate‎; ۳۱ ژانویهٔ ۱۹۳۳ – ۳۱ مارس ۲۰۱۶) بازیکن فوتبال اهل کلمبیا بود.
وی همچنین در تیم ملی فوتبال کلمبیا بازی کرده‌است.